# Botafogo Futebol Clube (João Pessoa)
Botafogo Futebol Clube, conhecido como Botafogo da Paraíba ou simplesmente Botafogo-PB, é um clube de futebol brasileiro da cidade de João Pessoa. Fundado no dia 28 de setembro de 1931, é um dos times mais tradicionais do estado da Paraíba.
É o clube que possui mais títulos do Campeonato Paraibano de Futebol, com 30 conquistas, sendo cinco deles tricampeonatos seguidos (recordista da competição). É também o primeiro e único time da Paraíba a ter sido campeão oficialmente de uma das divisões do Campeonato Brasileiro de Futebol, ao ter vencido a Série D do Nacional de 2013. O Belo, como é chamado por seus torcedores, possui a maior torcida do estado e a oitava maior torcida do Nordeste. Dentre os 128 clubes das Séries A, B, C e D de 2016, foi o 21º clube com maior média de público, à frente de seis clubes da Série A e 17 da Série B. Além disso, faz parte da seleta lista de clubes brasileiros que nunca foram rebaixados por nenhuma das divisões nacionais do Brasileirão.
O Botafogo-PB manda seus jogos no Estádio Almeidão, em João Pessoa.

## História
O Estado da Paraíba ainda respirava o ar da Revolução de 1930. A capital acabava de trocar de nome, já se chamava João Pessoa. Afetados ou não pelos trágicos acontecimentos políticos, um valoroso grupo de estudantes paraibanos tinha como passatempo predileto participar das peladas nas dezenas de terrenos baldios, ainda existentes, nos arredores de suas residências.
Foi exatamente em torno desse grupo de talentosos atletas adolescentes que foi amadurecendo a ideia de se fundar um novo clube. Assim, depois de uma "Assembleia" de muitos palpites, a 28 de setembro de 1931, vários garotos fundaram um dos maiores clubes de futebol da Paraíba: o Bota-Fogo Futebol Clube.
Eles decidiram por este nome e montaram, então, a sua primeira diretoria:
- Presidente: Beraldo de Oliveira
- Vice-Presidente: Manoel Feitosa (Nezinho)
- 1.º Secretário: Livonete Pessoa
- 2.º Secretário: José de Melo
- Tesoureiro: Edson de Moura Machado
- Orador: Enock Lins

O palco do tão importante acontecimento foi uma modesta casa, a de nº 45, da rua Borges da Fonseca, hoje av. D. Pedro II, bem próxima à esquina da rua 13 de maio.

### O nome "Botafogo"
O Belo, traz em sua história uma grande curiosidade na escolha do nome. O jornalista André Resende escreveu um livro (ainda inédito) em que fala sobre o clássico Botauto. E, segundo suas pesquisas, registros históricos retirados de jornais da época mostram que o nome saiu em meio a um contexto de greve em João Pessoa, no início da década de 1930.
- Nos primeiros registros que se teve acesso, o nome do clube aparece escrito separado: Bota-Fogo, por conta de alguns funcionários do jornal A União, que participaram da fundação do clube. Eles estavam passando por uma greve na época. E queriam usar o time recém-fundado como forma de protesto.

### Primeiro título
A caminhada do Botafogo começou no ano seguinte à fundação, em 1932, quando o clube ingressava na extinta Liga Suburbana. Seu primeiro jogo foi contra o São Bento, de Bayeux, que tornara-se o seu mais terrível adversário. O jogo entre ambos acabou registrando um empate em 2 x 2, na decisão do Campeonato Suburbano. Este resultado deu o primeiro título ao Botafogo.

### Primeiro Título Estadual
O Botafogo ganhou o seu primeiro título estadual em 1936, decidindo com o Sol Levante num jogo disputado no dia 13 de dezembro daquele ano, vitória botafoguense por 3 x 2, resultado que lhe valeu a conquista do seu primeiro campeonato estadual. Lucas (2) e Pilota marcaram para o alvinegro. O campeão utilizou os seguintes atletas: Pagé, Euclides, Márcio Teixeira, Pedro Macaco, Lemos, Américo Filho, Tonico, Ronal, Lucas, Hélio e Evan Holmes.

### Primeiro jogo internacional
O primeiro desafio ante um rival internacional ocorreu em 1951, derrota de 3 a 2 para o Vélez Sarsfield-ARG, no Estádio da Graça. O jogo foi organizado pelo então presidente José América de Almeida Filho (falecido em 1973 por acidente de carro; filho do ex-governador José Américo de Almeida, falecido em 1980), que também havia sido ex-jogador, presente no primeiro Botauto (1 a 1; estádio do EC Cabo Branco), em 1938, dado nome ao principal estádio da capital.

### Crescimento
O título deu mais ânimo ao clube e meses depois dava entrada de um ofício pedindo filiação à extinta Liga Desportiva Paraibana. Depois da filiação, o Botafogo passou a pensar na formação de uma boa equipe e como primeiro reforço contratou o goleiro Pagé, que tornou-se uma lenda do futebol paraibano.
Além de Pagé, o Botafogo trouxe do Palmeiras Sport Club Miguel, Nilo, Euclides, Juarez e Humberto Sorrentino. Também chegava para o Botafogo Tonico (Antônio de Abreu e Lima), que mais tarde seria presidente do clube. Além de Tonico, o Botafogo trouxe do Vasco da Gama os atletas Hélio Falcão, Ireno Abreu de Figueiredo e José Laurentino. Mesmo com o time já formado, com a contratação de jogadores do Palmeiras Sport Club e Vasco da Gama, o Botafogo queria muito mais e conseguiu dois jogadores da região: Júlio Milanez e Misael Barbosa, do Vencedor, um dos rivais do clube botafoguense na época. Com este elenco, o Botafogo tornou-se uma agremiação respeitada, principalmente porque seus torcedores passaram a cobrar vitórias, isso em razão da qualidade de cada jogador.

### Matador de Tri-campeões
O Botafogo Futebol Clube foi apelidado pela revista Placar, como o "Matador de Tricampeões". Essa denominação surgiu devido as vitórias sobre o Flamengo-RJ no Maracanã por 2 a 1 e o Internacional-RS também por 2 a 1 no estádio Almeidão pelo Campeonato Brasileiro da Série A ambos em 1980. Esses dois clubes, no mesmo ano, tornaram-se tricampeões de seus estados e foram derrotados por um dos melhores elencos da história do clube paraibano.

### Surgimento do apelido "Belo"
A expressão Belo, apelido pelo qual o clube é carinhosamente chamado por sua torcida, nasceu da vibração de um gol. Ao presenciar um golaço do Botafogo, Antônio de Abreu e Lima (conhecido por Tonico), na época conselheiro do clube, gritou com tanta intensidade e vibração o adjetivo, que levou os torcedores a se unirem e gritarem juntos.

### Campeão da Copa Paraíba 2010
O Botafogo foi campeão da Copa Paraíba 2010, o clube disputou quatro jogos, venceu três e perdeu apenas um, no segundo turno o Botafogo teve duas vitórias, um empate e uma derrota, o Botafogo venceu o primeiro turno, e o CSP venceu o segundo turno, o Botafogo foi campeão por ser o melhor time na classificação geral, com oito jogos, tendo cinco vitórias, um empate e duas derrotas.

### Campeão paraibano de 2013
O Botafogo foi campeão paraibano em 2013 quebrando um jejum de nove anos sem título. Após perder o primeiro jogo da final para o Treze no Almeidão por 1 x 0, o time da capital precisava vencer no Amigão por um placar de 2 x 0 para se sagrar campeão. O clube acaba alcançando o placar de 3 x 0 em pleno Estádio Amigão em Campina Grande, calando quase 18 mil trezeanos. Os três gols foram marcados no segundo tempo por Wanderley, aos 22, Hércules, aos 26, e Ferreira (Pênalti), aos 48 minutos do segundo tempo. O Clube chegou ao seu 26° título paraibano, aumentando a diferença de títulos para o segundo colocado, o Campinense Clube. O Artilheiro do Campeonato foi o botafoguense Warley, que venceu o seu terceiro título seguido com os três maiores clubes do estado. O Botafogo teve um total de dezoito vitórias, sete empates e sete derrotas no campeonato.

### Campeão brasileiro Série D 2013
O Botafogo conseguiu a vaga na Série C de 2014 após derrotar o Tiradentes - CE nas quartas de final. Venceu o primeiro jogo em casa, no Almeidão, de virada, por 2 x 1, e o jogo da volta, em Fortaleza, por 1 x 0.
Na primeira fase, o Belo esteve no grupo A4 com equipes tradicionais do Nordeste, como Sergipe e CSA. Ainda compunham o grupo: Juazeirense e Vitória da Conquista, da Bahia. O time paraibano terminou a primeira fase na liderança, com 17 pontos, seguido do Sergipe, com 16.
Nas oitavas de final, o adversário foi o Central-PE. Derrota em Pernambuco no primeiro jogo por 3 x 1. No jogo da volta, em uma partida épica, o campeão paraibano devolveu os mesmos 3 x 1 e se classificou nos pênaltis, vencendo por 5 x 3.
Nas quartas, o adversário foi o Tiradentes - CE, time de melhor campanha da primeira fase e sensação do campeonato. Venceu as duas partidas contra este adversário e garantiu vaga na série C do próximo ano.
Vale ressaltar nesta campanha vitoriosa a consagração de Warley como ídolo da torcida. O alvinegro da estrela vermelha ganhou também outro ídolo, Lenílson. O goleiro Remerson também saiu por cima, e o treinador Marcelo Vilar escreveu novamente seu nome na história do clube paraibano.
O adversário na semifinal foi o Salgueiro - PE, com o primeiro jogo em Salgueiro, onde o belo venceu por um placar de 2 x 1, e no jogo de volta, no Almeidão, se consagrou com uma vitória de 2 x 0. O adversário para a inédita final do Campeonato Brasileiro da Série D foi o Juventude/RS, que passou pelo Tupi/MG. Após perder por 2 x 1 o primeiro jogo da final na Arena do Grêmio, o segundo jogo da grande final aconteceu em João Pessoa, onde mais de 20 mil torcedores viram o Botafogo conquistar o seu mais importante título ao vencer o jogo por 2 a 0 no Almeidão, e o Botafogo é campeão brasileiro da Série D, em 2013. O Botafogo entrou para a história, sendo o primeiro clube paraibano a conquistar um título nacional.

### Campeão paraibano de 2014
O Botafogo foi bicampeão estadual, conquistando mais uma vez o campeonato na casa do adversário, o primeiro jogo ocorreu no estádio Almeidão em João Pessoa, o segundo jogo ocorreu no estádio Amigão em Campina Grande desta vez o Botafogo conquistou o campeonato em cima do Campinense Clube, o primeiro jogo aconteceu em João Pessoa, 3 a 0 para o Botafogo com gols de Doda aos 18 minutos do primeiro tempo, o segundo gol saiu de um pênalti do zagueiro Edson Veneno que botou a mão na bola, Pio foi para a cobrança e fez 2 a 0 para o Botafogo aos 24 minutos do primeiro tempo, o terceiro gol foi aos 22 minutos do segundo tempo gol do lateral direito Ferreira fechando o placar para o Botafogo, o segundo jogo aconteceu em Campina Grande com o placar de 0 a 0 que deu o bicampeonato ao time que mais vezes conquistou campeonatos paraibanos. A Seleção do Campeonato Paraíbano 2014, eleita por 15 jornalistas da Rede Paraíba de Comunicação, teve cinco jogadores do Botafogo: o zagueiro Magno Alves, o volante Zaquel, os meias Lenílson e Doda, e o atacante Frontini.

### Campeonato Brasileiro Série C 2014
O Botafogo após conquistar o campeonato estadual de 2014, começou bem pela Série C vencendo o "Clássico Tradição" na primeira rodada contra o Treze FC por 3 a 2 no Estádio Almeidão, e fora de casa venceu o Treze por 1 a 0 no Estádio Presidente Vargas pela décima rodada, o Botafogo teve uma boa participação na Série C 2014, estando desde a primeira rodada no g4, na rodada 18 o time saiu do g4 perdendo para o Águia de Marabá por 2 a 1 no Estádio Zinho Oliveira, esta derrota não custou apenas a classificação do Botafogo para o mata-mata, o resultado também contribuiu para o rebaixamento do Treze FC para a Série D de 2015, apesar de fatores extra-campos como a possibilidade de ser excluído da Série C terem influenciado de certa forma, o time do Botafogo lutou até onde pode para alcançar o sonho de ser o primeiro clube pessoense a jogar a Série B na era dos pontos corridos.

### Preparação para a temporada de 2015
No dia 08 de dezembro de 2014, o Botafogo apresentou o elenco em um jantar no Clube Cabo Branco, o elenco disputará o Campeonato Paraibano, Copa do Nordeste, Copa do Brasil e Série C, a apresentação contou com a ilustre presença do prefeito de João Pessoa Luciano Cartaxo, e do Governador do estado da Paraíba Ricardo Coutinho, o Botafogo tem presentes em seu elenco em cada posição, Goleiro: Genivaldo, Remerson, Edson, Lateral Esquerdo: Alex Cazumba e Glaybson, Lateral Direito: Lucas Mendes, Toty, Toninho e Gustavo Amaral, Zagueiro: Walter, Roberto Dias, Mauro, Carlinho Rech, Wesley. Volante: Zaquel, Guto, Nata, Hercules, Meia: Doda, Bismarck, Chapinha, Fábio Gama, Maurício Curiel, Atacante: Rafael Oliveira, Jonathan Belusso, Jeorge, Romarinho e Juninho, antes da apresentação, o Botafogo havia anunciado que teriam duas contratações surpresas, que no caso foram o Zagueiro Roberto Dias e o Atacante Jonathan Belusso, o Botafogo começou os trabalhos físicos no dia 9 de dezembro de 2014.

### Temporada de 2015
O Botafogo garantiu a sua vaga na Copa do Nordeste de 2016, e na Copa do Brasil de 2016, sendo o segundo colocado do Campeonato Paraibano de 2015.
Na Copa do Nordeste de 2015, O Botafogo teve um desempenho abaixo do esperado, o Botafogo fez apenas 1 Ponto no Grupo D, com: Ceará, Fortaleza, River-PI e Botafogo-PB.
E terminou com saldo de -5 gols, com isso o time paraibano não passou de fase.
O Botafogo se manteve na Série C com o desempenho de 2015, porém o Botafogo perdeu a chance de chegar ao mata-mata da Série C após um empate por 2 a 2 com o Fortaleza no Estádio Almeidão, os gols do Botafogo foram marcados por Gustavo (Pênalti), e por Jó de cabeça.

### Preparação para a temporada de 2016
No dia 18 de dezembro de 2015, o Botafogo apresentou alguns jogadores para a temporada de 2016 para a sua torcida em um jantar realizado no Espaço Cultural, alguns jogadores não puderam comparecer ao evento.
O elenco anunciado contou com muitos jogadores conhecidos, e algumas apostas para 2016.
Os jogadores que chegaram a João Pessoa e já treinaram na Maravilha.

### Preparação para a temporada de 2017
Na tarde de 1º de dezembro de 2016, o Botafogo apresentou 21 dos 30 jogadores para a temporada de 2017 na Maravilha do Contorno, que estava com as arquibancadas praticamente lotadas. Os comandados confirmados de Itamar Schülle serão:
- 15 jogadores remanescentes da temporada de 2016 (os goleiros Michel Alves, João Manoel, Edson e Andrezon; os zagueiros Plínio e Nildo; o lateral Gustavo; os volantes Djavan, Marcelo Henrique e Sapé; os meias Marcinho, Raphael Luz e Lukinhas; e os atacantes Warley e Rafael Oliveira),
- 3 promovidos da base (o zagueiro Walber, o volante João Pedro e o meia Marquinhos);
- 1 aprovado em seletiva (o atacante Biro-Biro); e
- 11 contratados (o lateral-direito Gabriel Modesto; o lateral-esquerdo Carlos Renato; os zagueiros Bruno Maia, Gustavo Henrique e Charles; os volantes Amarildo, Robston e Higor Militão; o meia Tarcísio; e os atacantes Wanderson e Diogo Campos).

Dias depois, em 7 de dezembro, dois novos reforços foram confirmados: o lateral-direito Maranhão e o colombiano Sebastián Viáfara para jogar na lateral esquerda.
No dia 20 de dezembro, o atacante Danilo Galvão, após recuperação de uma contusão e empréstimos a ASA e Águia de Marabá na temporada 2016, se reapresenta ao Botafogo-PB para a temporada 2017..
No dia 20, o volante Djavan, um dos destaques do Botafogo-PB na temporada 2016, foi negociado com o Avaí. Porém, no dia 3 de janeiro, a diretoria do Botafogo-PB afirmou que, apesar da negociação em andamento, o acerto ainda não está fechado e o jogador ainda está treinando no clube, podendo inclusive disputar a primeira partida do Campeonato Paraibano. Uma semana depois, a direção do Avaí desiste da contratação.
Ainda em dezembro, o lateral-direito recém-contratado Gabriel Modesto é dispensado pela diretoria após poucos dias no elenco, enquanto o também lateral-direito e também recém-contratado Maranhão desistiu, por motivos desconhecidos, de assinar contrato com o Botafogo-PB. Para suprir a carência no setor, que passou a contar apenas com Gustavo, o "Belo" contratou o lateral-direito Diogo Rangel. No mesmo dia, o clube anuncia a contratação de Luiz Paulo para a lateral esquerda. No dia 09 de janeiro, a diretoria anuncia a contratação do lateral-esquerdo Fernandes.

### Campeão paraibano 2017
O Botafogo fez uma campanha impecável no campeonato paraibano de 2017, foi líder geral da primeira fase do campeonato, venceu todos os jogos que foram disputados em Campina Grande. Venceu os seguintes times jogando na Rainha da Borborema: Serrano 1 X 2 Botafogo, Treze 0 X 1 Botafogo (Primeira Fase), Campinense 1 X 2 Botafogo, Treze 2 X 3 Botafogo (Final). O xerife terminou a primeira fase com 74,1 % dos pontos conquistados. E terminou a segunda fase invicto.No total o Belo sofreu apenas quatro derrotas. Destaque para Rafael Oliveira artilheiro do Brasil, o atacante foi considerado o craque do campeonato por votação entre diversos jornalistas, o atacante marcou 17 gols em 17 jogos faturando a artilharia do Campeonato Paraibano 2017 com média de 1 gol por jogo. Michel Alves com grandes defesas também foi considerado um dos principais responsáveis pelo 29 título do Belo.

## Títulos
| Nacionais | Nacionais                                  | Nacionais | Nacionais |
|           | Competição                                 | Títulos   | Temporadas |
| --------- | ------------------------------------------ | --------- | --- |
|           | Campeonato Brasileiro de Futebol - Serie D | 1         | 2013 |
| Estaduais |                                            |           | |
|           | Competição                                 | Títulos   | Temporadas |
|           | Campeonato Paraibano                       | 30        | 1936, 1937, 1938, 1944, 1945, 1947, 1948, 1949, 1953, 1954, 1955, 1957, 1968, 1969, 1970, 1975, 1976, 1977, 1978, 1984, 1986, 1988, 1998, 1999, 2003, 2013, 2014, 2017, 2018 e 2019 |
|           | Copa Paraíba                               | 1         | 2010 |
|           | Torneio Inicio                             | 15        | 1937, 1940, 1941, 1946, 1949, 1960, 1961, 1962, 1967, 1970, 1978, 1981, 1989, 1991 e 1992                                                                                           |

CAMPEÃO INVICTO

### Campanhas de destaque
| Botafogo da Paraíba             | Botafogo da Paraíba | Botafogo da Paraíba | Botafogo da Paraíba | Botafogo da Paraíba | Botafogo da Paraíba |
| Torneio                         | Campeão             | Vice-campeão        | Terceiro colocado   | Quarto colocado     |                     |
| ------------------------------- | ------------------- | ------------------- | ------------------- | ------------------- | ------------------- |
| Copa do Brasil                  | 0 (não possui)      | 0 (não possui)      | 0 (não possui)      | 0 (não possui)      |                     |
| Copa do Nordeste                | 0 (não possui)      | 1 (2019)            | 0 (não possui)      | 1 (1998)            |                     |
| Campeonato Brasileiro - Série B | 0 (não possui)      | 0 (não possui)      | 1 (1987)            | 1 (1984)            |                     |
| Campeonato Brasileiro - Série C | 0 (não possui)      | 0 (não possui)      | 2 (1988 e 2003)     | 0 (não possui)      |                     |
| Campeonato Brasileiro - Série D | 1 (2013)            | 0 (não possui)      | 0 (não possui)      | 0 (não possui)      |                     |

#### Outras Conquistas
- Torneio Eunice Weaver: 1945.
- Torneio Extra da FPF: 1947.
- Torneio Quadrangular Governador José Américo de Almeida: 1951 e 1955.
- Torneio Quadrangular Juscelino Kubitschek: 1958.
- Torneio Aloizio Lira: 1963.
- Torneio Quadrangular Festival da Bola: 1967.
- Torneio Quadrangular Prefeito Damásio Franca: 1969.
- Torneio Quadrangular Edme Tavares: 1970.
- Torneio Governador Ernani Sátiro: 1971.
- Torneio Carlos Pereira de Carvalho: 1972.
- Torneio Quadrangular Governador Ivan Bichara: 1976.
- Torneio Raiff Ramalho: 1978
- Torneio Heleno Nunes: 1978
- Taça ACEP: 1981.
- Taça Mané Garrincha: 1983.
- Torneio Seletivo para o Campeonato Brasileiro da Série C: 1999.
- Torneio 1° de Dezembro: 1999.
- Copa Verão: 2002.
- Copa Paraíba: 2010
- Torneio Cidade de João Pessoa: 1966.
- Torneio Quadrangular de João Pessoa: 1954.
- Torneio da Amizade - João Pessoa/Campina Grande: 1955 e 1963.

## Temporadas
Participações
|  | Participações em 2025 |

| Competição | Competição            | Temporadas | Melhor campanha           | Estreia | Última | P | R |
| Paraíba    | Campeonato Paraibano  | 87         | Campeão (30 vezes)        | 1934    | 2025   |   | – |
|            | Copa do Nordeste      | 21         | Vice-campeão (2019)       | 1994    | 2025   |   |   |
| Brasil     | Campeonato Brasileiro | 7          | 20º colocado (1980)       | 1976    | 1986   |   | – |
| Brasil     | Série B               | 5          | 3º colocado (1987)        | 1972    | 1989   | – | – |
| Brasil     | Série C               | 22         | 3º colocado (1988 e 2003) | 1988    | 2025   | – | – |
| Brasil     | Série D               | 1          | Campeão (2013)            | 2013    | 2013   | 1 |   |
| Brasil     | Copa do Brasil        | 19         | Oitavas de final (2016)   | 1989    | 2025   |   |   |

## Cores e Símbolos

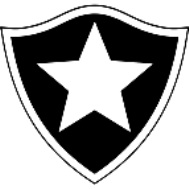
Antigo Escudo do Botafogo usado até a década de 1970.

Tem como mascote o xerife e suas cores são o preto e o branco. Na década de 1970, incorporou a cor vermelha no escudo em homenagem à Bandeira da Paraíba e para se diferenciar do distintivo do Botafogo de Futebol e Regatas do Rio de Janeiro.

### A saga de suas cores
O Botafogo jogou com a camisa listrada até abril de 1937 quando a LDP (Liga Desportiva Paraibana) exigiu que o Clube jogasse o Campeonato com outra camisa para não confundir com o Palmeiras, clube da mesma cidade que já usava uma camisa listrada alvinegra e era mais antigo na LDP. O seu presidente então trouxe do Santa Cruz uma camisa coral, listrada em preta, branca e vermelha que foi usada pelo Botafogo até 1941, quando o Botafogo foi punido pela LDP e abandonou o futebol até 1943. Em 1944 o Botafogo voltou a usar o tradicional uniforme alvinegro. Normalmente jogava com calção preto e uma camisa branca com estrela preta ao peito.

### A mudança para tricolor
De 1945 até 1974 o Botafogo tinha o uniforme igual ao do Botafogo carioca, quando o radialista Ivan Tomaz propôs, e o Conselho Deliberativo do Clube aprovou, que a estrela passasse a ser vermelha, e o escudo passou a ter as cores da Bandeira da Paraíba, caracterizando o Botafogo. Ivan Tomaz adotou a expressão "O alvinegro da estrela vermelha" para o Botafogo. Em 1976 assumiu a presidência o industrial paulista José Flavio Pinheiro Lima que, por ser Conselheiro do São Paulo, adotou um frizo vermelho na gola e nos punhos das mangas da camisa alvinegra do Botafogo e passou a adotar o termo tricolor para o nosso Botafogo e o escudo passou a ter as cores da Bandeira da Paraíba. Assim, a imprensa esportiva também chamava o Botafogo de tricolor pois o Clube jogava com camisas listradas alvinegras e com gola e punhos vermelhos. Isso gerou uma reação do Conselho Deliberativo do Clube e da própria Diretoria de Zé Flavio, que não gostava da expressão "Tricolor".

### O alvinegro da estrela vermelha
Em 1978, após a saída de Zé Flavio do Botafogo, o presidente Luis Carlos Rangel Soares, em seu primeiro ato, voltou com o tradicional uniforme alvinegro com a estrela vermelha, que é adotado até hoje pelo Botafogo. O primeiro Hino do Botafogo foi composto em 1977, com letra e música de Jader Pordeus, e surgiu exatamente na passagem de Zé Flavio Pinheiro Lima pelo Botafogo. A controvérsia das cores começava aí. O Hino, apesar de não ser reconhecido no Estatuto do Clube, falava que o Botafogo era tricolor, já que tinha sido composto entre 1977 e 1978, época em que o Botafogo era chamado de tricolor, pela influência são paulina do seu presidente. Só que o Hino de Jader Pordeus caia no gosto popular e isso trouxe problemas de identidade para o Botafogo. A música, que pode ser chamada de Hino do Botafogo, o chama de tricolor e o Estatuto do Clube define o Clube como Alvinegro da Estrela Vermelha.

### Registro do escudo
Em 2025, o clube registrou um escudo alternativo no Instituto Nacional da Propriedade Industrial (INPI), já que o atual é praticamente idêntico ao do Botafogo do Rio de Janeiro, que tem o seu emblema registrado no INPI desde 1990. O escudo com a estrela vermelha já tentou ser registrado em um protocolo iniciado em 2015, mas foi rejeitado, em 2017, pela sua semelhança com o xará carioca.

## Estrutura

### Maravilha do Contorno
O Botafogo é detentor de uma área de 10 hectares, localizada no bairro do Cristo Redentor, em João Pessoa, a Maravilha do Contorno é a sede administrativa do clube pessoense, além de contar com completa estrutura para treinos, reuniões, hospedagem, dentre outros.
Na maravilha do Contorno, estão instalados dois campos de futebol (Pinheirão e Joaquim Almeida Sobrinho) com medidas oficiais, além de ampla estrutura para concentração dos atletas, como alojamento, refeitório, vestiários, sala de musculação, piscina coberta para regeneração dos atletas, sala de preleção e sala de troféus.

### Loja Belomania
O Botafogo ainda possui uma loja na cidade, chamada de "Belomania", localizada na Rua Empresário João Rodrigues Alves, 125 - Sala 104 A do Empresarial Delta Center, no Bairro dos
Bancários em João Pessoa - PB, A Loja Oficial do Botafogo vende, além dos vestuários de jogo e vestuários casuais, souvenir e objetos para o lar, todos com a marca do Botafogo. A loja ainda oferece um setor especial para o cadastramento de planos para sócio-torcedor

## Rivalidades
Os grandes rivais do Botafogo são o Treze Futebol Clube, com quem faz o Clássico Tradição, o Campinense Clube, no chamado Clássico Emoção, times de Campina Grande, e o Auto Esporte Clube, time da capital, no Clássico Botauto.

## Torcida
A pesquisa mais recente, do ano de 2025, realizada pelo Instituto Anova, aponta o Botafogo Futebol Clube como a segunda maior torcida da Paraíba, bem como detentor da décima maior torcida do Nordeste. 
Em João Pessoa, segundo pesquisa de 2019, realizada pelo Instituto Método, o Belo desponta como a maior torcida dentre todos os clubes paraibanos.

### Torcidas Organizadas
- TOB - Torcida Organizada do Botafogo - fundada em 1975 - posicionada na arquibancada sombra.
- Torcida Jovem do Botafogo - fundada no dia 23 de março de 1997. Posiciona-se na arquibancada sol (lado esquerdo).
- Torcida Organizada Império Alvi-Negro - fundada no dia 18 de junho de 2004. Posiciona-se na arquibancada sombra (centro).
- Torcida Organizada Fogomania - posiciona-se na arquibancada sombra (lado esquerdo).
- Fúria Independente do Botafogo - fundada no dia 15 de Agosto de 2008. Posiciona-se na arquibancada sol (lado direito).
- Setor 31 - fundada no dia 27 de Abril de 2019. Posiciona-se na arquibancada sombra (lado direito).

## Futebol Feminino
Em 2009, o Botafogo inaugurou o departamento de futebol feminino. Participou da Copa do Brasil de Futebol Feminino de 2009, sem êxito, devido à precariedade da preparação, mas investiu no trabalho de 1 ano para a disputa do campeonato do ano seguinte. E foi em 2010 que o clube conseguiu projeção nacional ao disputar e vencer os três primeiros jogos, um deles contra o todo poderoso São Francisco da Bahia, que por pouco não leva uma goleada das meninas do Belo. No jogo de volta foi derrotado pelo mesmo São Francisco, fora de casa, mas saiu da competição chamando a atenção pelo volume de jogo e pela qualidade técnica apresentada.[carece de fontes?]
Time base: Élida, Fafá, Rincon, Vivi e Jamayra; Janaína, Ronaldinha, Jaciara e Ledjane; Kelly e Joana, além de Monique Somose (Ex-seleção brasileira) Carol Frisanco (ex-seleção brasileira) Jennifer Teles (Campeã paulista 2011)
O Botafogo é o maior campeão paraibano feminino com seis títulos.